# 皇家澳洲鑄幣廠
皇家澳洲鑄幣廠（英語：Royal Australian Mint），於1965年正式啟用至今，位於澳洲首都特區坎培拉，是澳洲元的生產製造地。
除了澳洲貨幣，皇家澳洲鑄幣廠亦協助在亞太地區的鄰國鑄造貨幣，包括紐西蘭、巴布亞紐幾內亞、東加、薩摩亞、庫克群島、馬來西亞、菲律賓、以色列、孟加拉國、斐濟、泰國和尼泊爾等，都曾經委由其生產製造。

## 外部連結
- 皇家澳洲鑄幣廠（官方網站） （页面存档备份，存于）